# Семиаридный климат

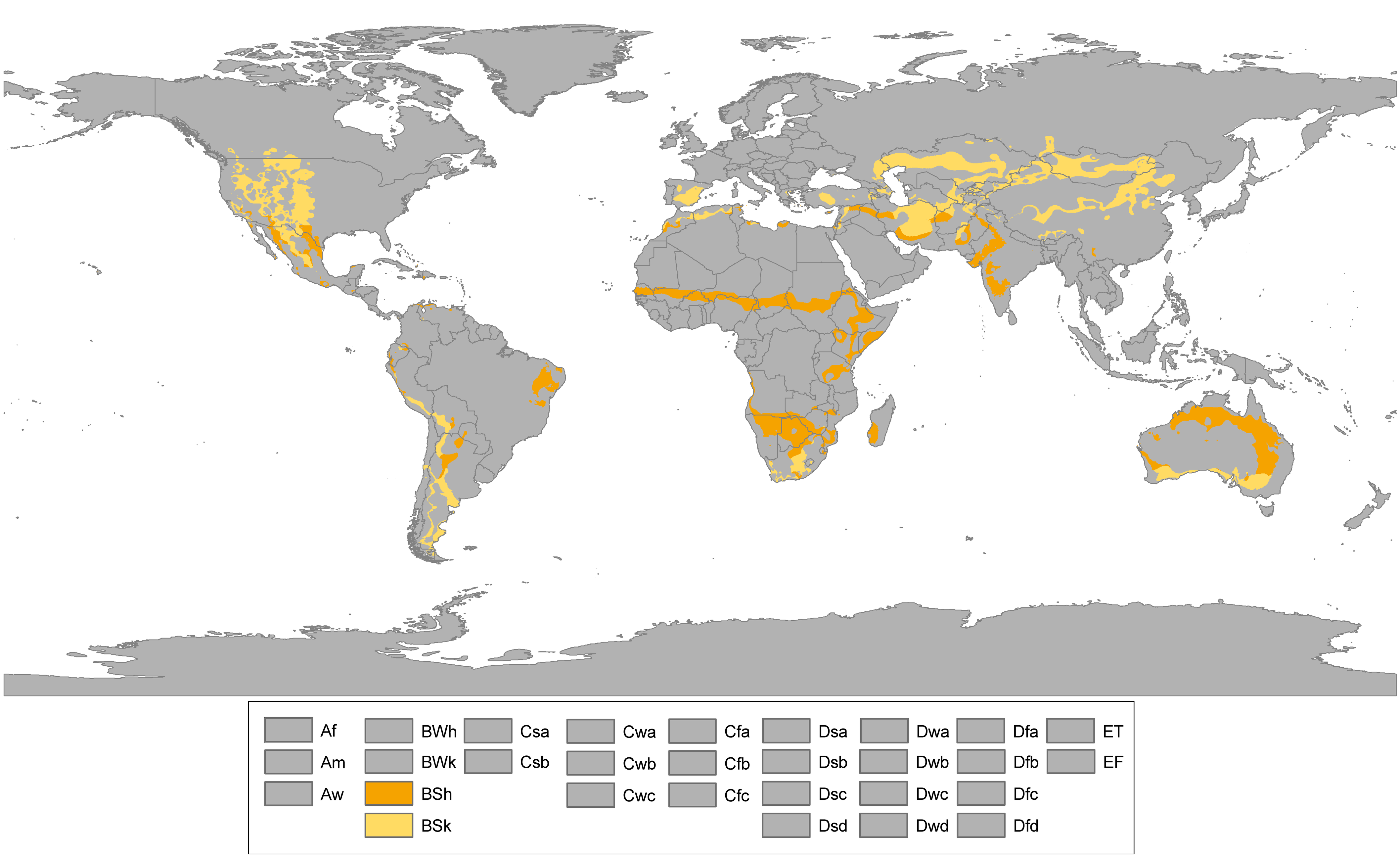
Полупустыни

Семиаридный (степной) климат (лат. semi — полу и aridus — сухой) (в классификации климатов Кёппена обозначается сочетанием латинских букв BSk/BSh) — полусухой климат с атмосферными осадками, не обеспечивающими произрастание деревьев на водораздельных пространствах, а часто и не обеспечивающими нормальное развитие сельскохозяйственных культур. Климат, при котором большей частью необходимо искусственное орошение полей. Семиаридный климат — основной фактор формирования ландшафтов полупустынь, степей, иногда лесостепей умеренного географического пояса.
Для классификации климата местности как семиаридного необходимо определить среднегодовое количество осадков. Порог, позволяющий разграничить влажный и семиаридный климат, вычисляется по следующей формуле: среднегодовую температуру воздуха в °C необходимо умножить на 20, а затем прибавить или 280, если 70 % от годовой нормы осадков или более приходится на жаркую половину года (с апреля по сентябрь для северного полушария и с октября по март — для южного), или 140, если от 30 % до 70 % годовой нормы осадков приходится на соответствующий период, или 0, если на жаркий период года приходится менее 30 % годовой нормы осадков. Если годовое количество осадков меньше указанного порога, то климат классифицируется как семиаридный BS (климат степей)

## Виды семиаридного климата
В зависимости от температурного режима местности семиаридный климат подразделяется на семиаридный климат умеренных широт (или степной климат) и семиаридный климат низких широт.

### Семиаридный климат умеренных широт

Регионы с холодным семиаридным климатом

Семиаридный климат умеренных широт (BSk — холодный семиаридный климат) характерен для умеренного пояса. Как правило, такой климат характерен для местностей, удалённых от океана и крупных морей и нередко отделённых от них высокими горами. Для этого типа климата характерно жаркое (часто экстремально жаркое) и засушливое лето и довольно холодные зимы. 
Как правило, в таких регионах зимой выпадает снег, однако в меньшем количестве, чем в расположенных в этих же широтах местностях с влажным климатом. Для семиаридного климата умеренных широт характерны значительные перепады температур в течение суток (в ясную погоду до 15 — 20 °C, иногда более). Для семиаридного климата низких широт такие значительные перепады температур воздуха нехарактерны.
Температурный режим сильно зависит от широты. В России такой климат наблюдается на большей части Астраханской области и Республики Калмыкия, севере Дагестана, в левобережной части Волгоградской области, местами на крайнем юго-востоке Саратовской, юге Самарской и Оренбургской областей, а также республики Тыва в Сибири.
| Показатель                    | Янв.  | Фев.  | Март  | Апр. | Май  | Июнь | Июль | Авг. | Сен. | Окт.  | Нояб. | Дек.  | Год   |
| ----------------------------- | ----- | ----- | ----- | ---- | ---- | ---- | ---- | ---- | ---- | ----- | ----- | ----- | ----- |
| Абсолютный максимум, °C       | 14,0  | 16,9  | 24,0  | 32,0 | 36,8 | 39,9 | 41,0 | 40,8 | 38,0 | 29,9  | 21,6  | 16,4  | 41,0  |
| Средний суточный максимум, °C | −0,1  | 0,7   | 7,8   | 17,4 | 23,8 | 29,3 | 32,0 | 30,7 | 24,3 | 16,3  | 7,4   | 1,2   | 15,9  |
| Средняя температура, °C       | −3,6  | −3,7  | 2,3   | 11,1 | 17,7 | 23,1 | 25,6 | 24,0 | 17,7 | 10,4  | 3,1   | −1,9  | 10,5  |
| Средний суточный минимум, °C  | −6,5  | −7,1  | −1,9  | 5,9  | 12,1 | 17,4 | 19,6 | 18,0 | 12,3 | 5,9   | 0,3   | −4,6  | 6,0   |
| Абсолютный минимум, °C        | −31,8 | −33,6 | −26,9 | −8,9 | −1,1 | 6,1  | 10,1 | 6,1  | −2   | −10,5 | −25,8 | −29,9 | −33,6 |
| Норма осадков, мм             | 16    | 12    | 16    | 23   | 28   | 25   | 24   | 20   | 17   | 18    | 18    | 16    | 233   |
| Источник: погода и климат     |       |       |       |      |      |      |      |      |      |       |       |       |       |

### Семиаридный климат низких широт

Регионы с жарким семиаридным климатом

Семиаридный климат низких широт (BSh — жаркий семиаридный климат) характерен для регионов, расположенный в субтропическом и тропическом поясах. Для этого подвида семиаридного климата характерно жаркое, иногда экстремально жаркое, лето и мягкая зима. Снег выпадает не везде и очень редко. Семиаридный климат низких широт характерен для многих регионов Западной Африки, Индии, Мексики, Южной Калифорнии. Для некоторых областей с семиаридным климатом низких широт (Индия, Пакистан) характерен короткий, но ярко выраженный сезон дождей, однако их общее количество недостаточно для отнесения климата местности к тропическому климату саванн. В Австралии жаркий семиаридный климат характерен для большей части аутбэка.
| Показатель                    | Янв. | Фев. | Март | Апр. | Май  | Июнь | Июль | Авг.  | Сен.  | Окт. | Нояб. | Дек. | Год   |
| ----------------------------- | ---- | ---- | ---- | ---- | ---- | ---- | ---- | ----- | ----- | ---- | ----- | ---- | ----- |
| Абсолютный максимум, °C       | 39,6 | 38,7 | 40,4 | 38,4 | 36,2 | 36,6 | 36,9 | 35,0  | 36,2  | 39,3 | 40,3  | 39,5 | 40,4  |
| Средний суточный максимум, °C | 25,3 | 25,2 | 25,4 | 25,0 | 26,0 | 28,6 | 30,0 | 30,3  | 30,7  | 31,0 | 29,8  | 27,4 | 27,9  |
| Средняя температура, °C       | 20,9 | 20,6 | 21,1 | 21,5 | 22,8 | 25,6 | 27,2 | 27,5  | 27,7  | 27,7 | 25,9  | 23,4 | 26,4  |
| Средний суточный минимум, °C  | 18,3 | 18,0 | 18,5 | 19,2 | 20,7 | 23,5 | 25,1 | 25,3  | 25,2  | 25,3 | 23,3  | 21,0 | 23,8  |
| Абсолютный минимум, °C        | 11,0 | 10,7 | 10,9 | 14,0 | 15,4 | 17,0 | 17,2 | 20,0  | 20,0  | 17,2 | 17,0  | 12,4 | 10,7  |
| Норма осадков, мм             | 1,0  | 2,0  | 0,3  | 0,0  | 0,1  | 14,0 | 51,0 | 154,0 | 133,0 | 26,0 | 0,2   | 1,0  | 382,0 |
| Источник: Погода и климат     |      |      |      |      |      |      |      |       |       |      |       |      |       |